# Mentha citrata
Mentha citrata o menta bergamota es un híbrido entre la menta verde y la menta acuática.

## Descripción
Toda la planta es suave, salpicada de glándulas de color amarillo y hojas de un color verde oscuro, generalmente con tintes morados, en especial los márgenes de las hojas, que son finamente dentadas. Hay líneas de glándulas amarillas en el cáliz de color púrpura.
Esta hierba tiene un característico olor a limón cuando se aplasta alguna parte de la planta. A veces se usa para hacer un té de gusto similar a la limonada, con valor medicinal.

## Usos medicinales
Un té hecho de las hojas frescas o secas se ha usado tradicionalmente:
- Para dolores de estómago, náuseas, parásitos y otros trastornos digestivos.[3][4]
- Para los nervios y enfermedades estomacales.[4]
- Para fiebres y dolores de cabeza.[4]

Las hojas y las plantas con flores tienen efecto: analgésico, antiséptico, antiespasmódico, carminativo, colagogo, diaforético, y vasodilatador. Al igual que otros miembros del género, es mejor no utilizarla durante el embarazo.
Su principal característica son los aceites esenciales:
- linalol.
- acetato de linalilo.
- pulegona.
- piperitona.

## Sinonimia
- Mentha × piperita L., Sp. Pl.: 576 (1753).
- Mentha aquatica var. glabrata W.D.J.Koch, Syn. Fl. Germ. Helv.: 551 (1837).
- Mentha aquatica var. citrata (Ehrh.) Nyman, Consp. Fl. Eur.: 596 (1881), nom. superfl.
- Mentha × piperita subsp. citrata (Ehrh.) Briq., Bull. Trav. Soc. Bot. Genève 5: 62 (1889).
- Mentha × piperita var. citrata (Ehrh.) Briq. in É.A.J.De Wildeman & T.A.Durand, Prodr. Fl. Belg. 3: 694 (1899), nom. superfl.[1]